# ديفيد بروفان
ديفيد بروفان (بالإنجليزية: David Provan)‏ مواليد 8 مايو 1956 في اسكتلندا، هو لاعب كرة قدم اسكتلندي دولي سابق كان يلعب كلاعب وسط. سبق له أن لعب في كأس العالم لكرة القدم مع منتخب بلاده. لعب خلال مسيرته 326 مباراة سجل خلالها 37 هدفاً.

## المسيرة الاحترافية

### أندية لعب لها
- نادي كيلمارنوك
- نادي سلتيك

## روابط خارجية
- ديفيد بروفان على موقع الاتحاد الإسكتلندي (الإنجليزية)
- ديفيد بروفان على موقع قاعدة بيانات كرة القدم.إي يو (الإنجليزية)
- ديفيد بروفان على موقع ناشيونال فوتبول تيمز (الإنجليزية)
- ديفيد بروفان على موقع عالم كرة القدم.نت (الإنجليزية)